# Stolwijkersluis (sluis)
De Stolwijkersluis was een schutsluis in de Gouderaksedijk in de buurtschap Stolwijkersluis, in de Nederlandse provincie Zuid-Holland. De sluis vormde de verbinding tussen de Hollandse IJssel en de Stolwijksevaart in de Krimpenerwaard.
Het plan voor de aanleg van een schutsluis tussen de Hollandse IJssel en de toen net nieuw aangelegde ringvaart in de Krimpenerwaard dateert uit 1799. De aanleg van de Stolwijkersluis werd in 1800 aanbesteed ten behoeve van de "Geoctrojeerde Verveening in den Crimpenerwaard". Na het beëindigen van de verveningswerkzaamheden werd de sluis in 1832 afgedamd. Na 1853 kwam het beheer van de sluis in handen van het hoogheemraadschap van de Krimpenerwaard. In de jaren 1877 en 1888 werd de sluis hersteld en werd de sluis weer geschikt gemaakt als schutsluis. De sluis heeft daarna nog een eeuw dienstgedaan. In 1988 werd de sluis opnieuw afgedamd.
17 juni 2010 werd gestart met de volledige restauratie van de schutsluis. Op 10 september 2012 was de restauratie van de waterkering voltooid en de waterweg naar de Krimpenaarwaard weer open voor de kleine pleziervaart.
Vanwege het hoogteverschil tussen Hollandse IJssel en de Stolwijksevaart heeft de sluis twee schutkolken, die gekoppeld zijn. De totale lengte bedraagt 30,90 meter en de breedte is 6,40 meter. Voor de wanden zijn ijsselstenen gebruikt. De sluis is een van de verst landinwaarts gelegen zeewaterkerende sluizen. De sluis werd in 1990 als rijksmonument ingeschreven.

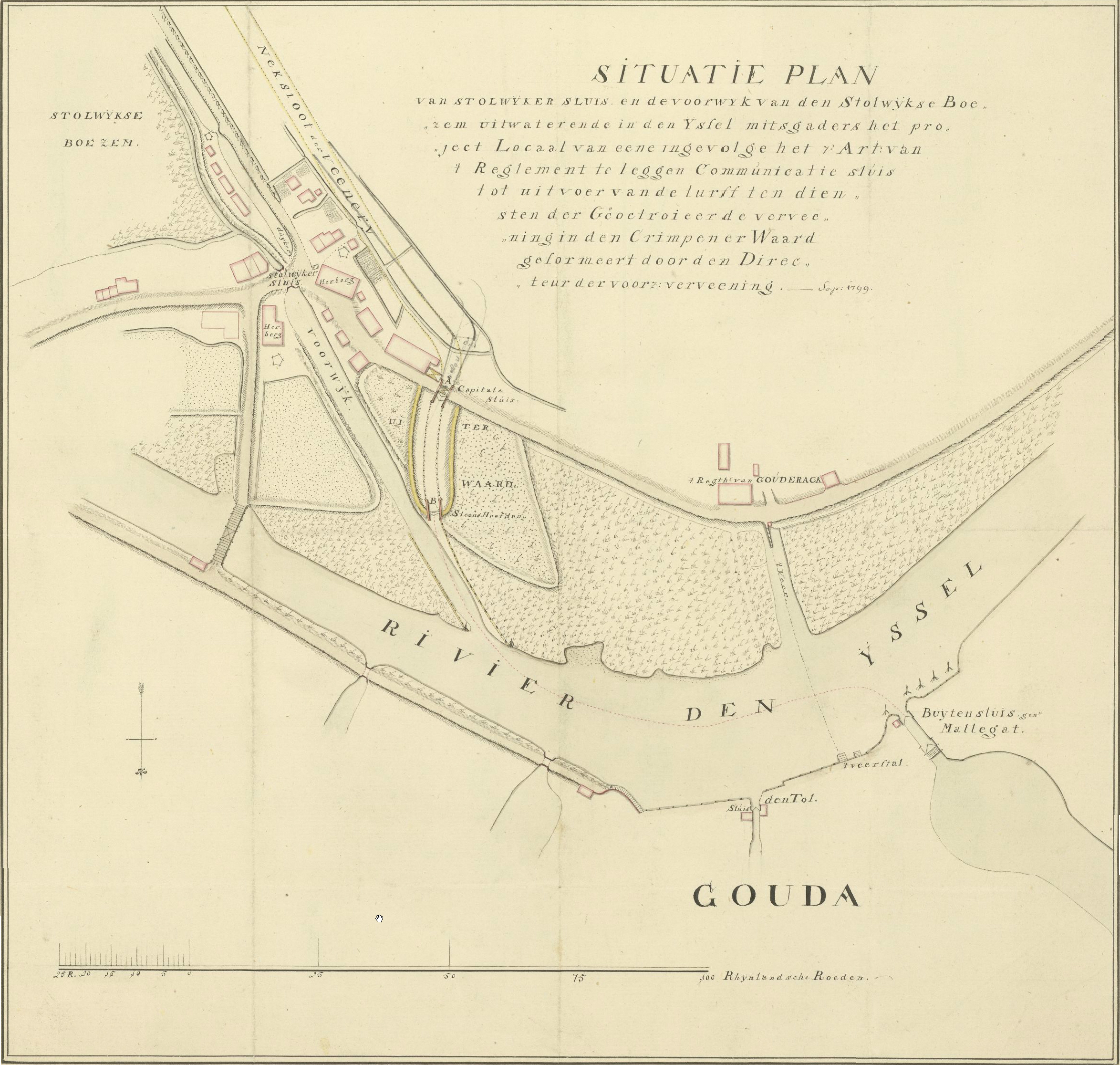
Situatieplan Stolwijkersluis d.d. 1799
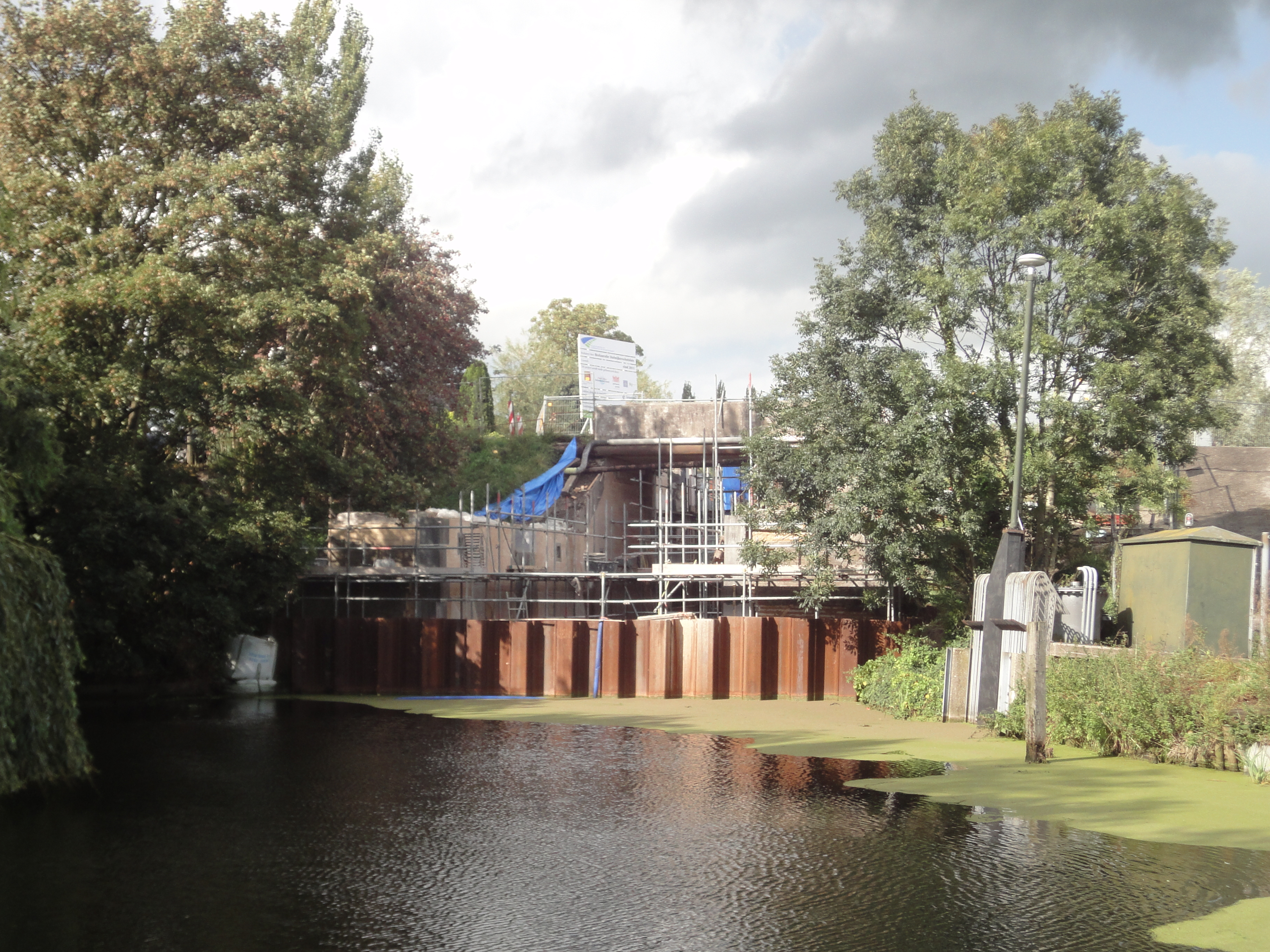
Stolwijkersluis tijdens de restauratie
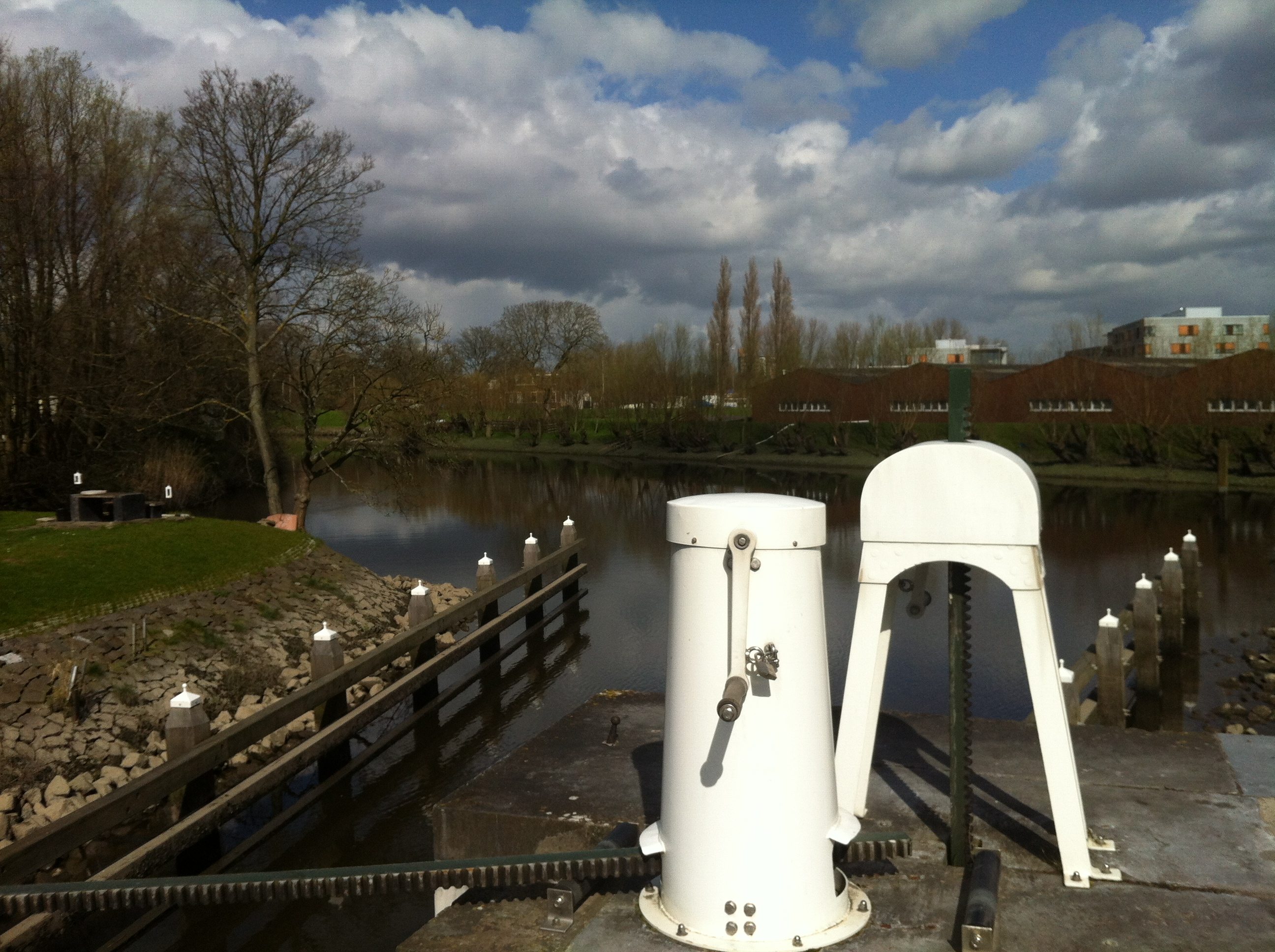
Zicht op de Hollandse IJssel